# Таганрог в Великой Отечественной войне
Таганрог — город в Ростовской области, находился в оккупации во время Великой Отечественной войны в 1941—1943 гг.

## Оборона ТаВиюле1941 г.городской комитетКоммунистической партиираспорядился о создании рабочих 44-го отряда самообороны  для защитыТаганрога. Отрядом командовал лейтенантНКВДПетр Герасимов.
С началом войны на Таганрогском инструментальном заводе имени И. Сталина (ныне Таганрогский комбайновый завод) началось производство артиллерийских снарядов. Весной 1941 года Государственный авиационный завод № 31 (ныне ОАО «Таганрогская авиация») стал выпускать истребители ЛаГГ-3. С началом войны увеличив число собираемых самолетов до 6 единиц в день. «Таганрогский завод имени Молотова» («Красный гидропресс») производил мины и запчасти для танков.
С 30 на 31 августа 1941    7 бомбардировщиков He-111 из состава 1-й группы 27-й бомбардировочной эскадры  (I./K.G.27) люфтваффе атаковали аэродром Таганрог. Бомбы попали в юго-западную, южную и северо-восточную части аэродрома, а также частично в жилые помещения, что привело к 2 небольшим пожарам в последних. Источник донесение отдела "1с" 4-го воздушного корпуса люфтваффе, документы 11-й армии вермахта. Архив T-312, R-361, F-0114.
08 октября 1941  бомбардировщики 3-й группы 51-й бомбардировочной эскадры (III./Kampfgeschwader 51) вылетевшие с аэродрома Бельцы (Молдавия) в период с 15.35 - 15.48  совершили бомбардировку  в районе дорога Козловский-Таганрог. Результаты бомбардировки: 3 Ju 88 атаковали в 15.35 с высоты 500 м над уровнем моря. На автодороге Вессело - Вознесенская остановлена автоколонна. 2 серии бомб разорвались над дорогой, было повреждено 8-10 грузовиков. 1 Ju 88 атаковал с высоты 600 м колонну грузовиков, двигавшуюся на север по Таганрогской дороге. эффект не был обнаружен.1 Ju 88 атаковал колонну грузовиков на восточной окраине Ефремовки с высоты 600 м (план-квадрат 8959), бомбы упали в 20 м от дороги. 1 Машина безуспешно атаковала транспортер массой 1-2000 тонн с высоты 600 м. 1 Машина атаковала колонну грузовиков и войск на дороге Мариуполь - Каганович под Ефремовкой в планирующей атаке он пролетел около 600 м и попал в колонну. Источник Bundesarchivs, документы Kampfgeschwader 51, RL_ 10_657-0109
10 октября 1941 3 бомбардировщика He-111 из состава 1-й группы 27-й бомбардировочной эскадры (Kampfgeschwader 27) атаковали колонну грузовиков и отдельные транспортные средства на дороге Таганрог - Ростов и уничтожили около 15-20 грузовиков. Кроме того, 2 поезда на линии Таганрог - Неклиновка  были  подвергнуты бомбардировке - из-ща сильной облачности результаты бомбардировки не известны. Бомбардировщики 2-й группы 27-й бомбардировочной эскадры бомбардировали жд. станцию Иловайск. Источник донесение отдела "1с" 4-го воздушного корпуса люфтваффе ,документы 11-й армии вермахта. Архив T-312, R-362, F-0862.
14 октября 1941 1-я группа 27-й бомбардировочной эскадры (I./K.G.27) атаковал 2 бронепоезда в 5 км севернее Таганрога. Перед атакой экипажи прекрасно наблюдали, что немецкие танки ведут бой с бронепоездами в 12 км севернее Таганрога. В начале атаки бронепоезда прекратили огонь по танкам, сосредоточив все средства поражения на атакующих самолетах. В лихих, многократных атаках с малых высот южный бронепоезд получил 4 прямых попадания, северный бронепоезд - 1 прямое попадание. Остальные бомбы лежали в непосредственной близости от поездов. После атаки оборона от поездов была прекращена. Последний самолет обнаружил, что оба поезда сильно повреждены и горят во многих местах. Кроме того, пострадали 2 грузовых поезда на станции Mорская, а развилка дорог в районе Синявки была разбита. Все самолеты, которые руководили этой атакой, вернулись с множеством попаданий, 2, вероятно, совершили вынужденную посадку над своей территорией. Особенно отличились: лейтенант Фельден, лейтенант Хильдебранд, фельдфебель Розенброк, унтер-офицер Миттермайер из 1-й эскадрильи и лейтенант Ульрих из 2-й эскадрильи 27-й бомбардировочной эскадры. Источник донесение отдела "1с" 4-го воздушного корпуса люфтваффе № 1209/41 от 15.10.1941,документы 11-й армии вермахта. Архив T-312, R-362, F-0675.
В районе Синявки 2 бомбардировщика Ju 88 из состава  3-я группы  51-й бомбардировочной эскадры (Kampfgeschwader 51)  с 14:20 до 14:40  нанесли бомбовые удары  в результате  : Один Ю-88 перебил перегон на ст. Морская (между Таганрог и Ростов) . Взрыв бомбы был безошибочно обнаружен с высоты 100 м по рельсам. Второй Ю-88 разрушили железнодорожную насыпь на восточной стороне станции Синявка в 50 метрах от движущегося на восток транспортного поезда. Поезд остановился, и по нему открыли огонь из бортового оружия, локомотив выпускал пар из множества отверстий. Солдаты разбежались во все стороны, Израсходовано количество бомб: 2 SC 500, 4 SC 250. Источник Bundesarchivs, документы Kampfgeschwader 51, RL_ 10_657-0109
17 октября 1941  2-группа 77-й истребительной эскадры ( Jagdgeschwader 77) совершила 48 самолето-вылетов на самолетах мессершмит-109 (Bf 109) с задачей наблюдения за районом Таганрог-Ростов и в качестве прикрытия своих войск. В результате сбито 5 самолетов противника. Действие сухопутных войск: 1-я танковая армия перешла в наступление на восток с плацдарма севернее Таганрога. Бригада Leibstandarte SS Adolf Hitler вторглась в Таганрог. Источник донесения отдела "1с" 4-го воздушного корпуса люфтваффе № 1228/41 от 18.101.1941,документы 11-й армии вермахта. Архив NARA T-312 R-362 F-0567-0569

## Эвакуация из Таганрога
27 июня 1941 года Центральный комитет Коммунистической партии и Совнарком распорядились эвакуировать промышленные предприятия, сельскохозяйственные ресурсы, материальные и культурные ценности из районов, расположенных вблизи линии фронта.
15 сентября 1941 г. Ростовский обком КПСС дал указание об организации обороны и подпольного сопротивления в случае оккупации. В Таганроге был создан городской комитет обороны, который контролировал эвакуацию населения и военной техники с оборонных заводов.
4 октября 1941 года первый эшелон из Таганрога с оборудованием инструментального завода имени И. Сталина отправился в Новосибирск. 9 октября Государственный авиационный завод № 31 начал подготовку к эвакуации производства ЛаГГ-3 в Тбилиси, включая 3000 рабочих с семьями и более 50 почти готовых «сборочных комплектов» ЛаГГ-3. 10 октября завод «Красный котельщик» начал эвакуацию своего оборудования в Златоуст Челябинской области. 15 октября Таганрогский металлургический трубный завод завершил эвакуацию в Каменск-Уральский на Урале. «Завод имени Молотова» был эвакуирован в Петропавловск.
Эвакуационный госпиталь № 2097 из Таганрога был отправлен 9 октября в Махачкалу.
К 15 октября 1941 г. из города было эвакуировано около 70-75 % оборудования и продукции таганрогских заводов, а также много рабочих.

## Оккупация
17 октября 1941 года Таганрог атаковали  части 13-й танковой дивизии и  бригады СС «Лейбштандарт СС Адольф Гитлер» из 1-й танковой группы, разгромив оборонявшихся 31-я стрелковую дивизию под командованием Михаила Озимина и 44-й отряд внутренних войск. Несколько немецких танков совершили прорыв в морской порт и открыли огонь по канонерским лодкам «Кренкель» и "Ростов-Дон" и нескольким транспортным кораблям. Канонерская лодка «Кренкель» была сильно повреждена и затонула в гавани Таганрогского морского порта.
Вместе с наступающими частями в Таганрог  17.10.1941 вошел отряд абвергруппы III   и в тот же вечер отряд начал поиск документов, оборудований промышленных предприятий и архивов,
Из отчёта абвергруппы III    " здание милиции уже сгорело, а здание НКВД еще горит. Часть документов удалось восстановить; однако они носили только административно-технический характер. Обыск в важных для обороны промышленных и оборонных предприятиях не привел  к результатам так  как большинство документов и оборудования было вывезено ". Источник отчет абвергруппы III , документы 1-й танковой армии вермахта. Архив NARA T313. R09. F-0878-0880
По данным Совинформбюро, немцы потеряли почти 35 000 солдат и офицеров во время боев за Таганрог.
Согласно немецким источникам, за период наступления от Мариуполя до Таганрога немецкая армия потеряла 138 человек убитыми и 479 ранеными. Во время взятия Таганрога ей было захвачено 510 военнопленных, 29 артиллерийских орудий, 8 противотанковых орудий, 29 тяжелых пулеметов.
18 октября 1941 В Таганроге была размещена Ortskommandantur I/263 . Источник Архив NARA документы 1-й танковой армии T-313. R-15. p-0767
Размещенная в г. Таганрог Ortskommandantur I/263 подчинялась размещенной в г. Мариуполь  Feldkommandatur -538 которая в свою очередь подчинялась размещенному в г. Кременчуг  командованию тылового района группы армии "Юг" - Befehlshaber des rickwärtigen Heeresgebietes Süd ( Stabes Bfh.H.Geb.Sud) . На октябрь 1941 командир Stabes Bfh.H.Geb.Sud  генерал инфантерии Карл фон Рокес (Roques). Штат Stabes Bfh.H.Geb.Sud на 21.10.1941 39 офицеров, 28 гражданских, 63 унтера и 353 солдата. Источник Bundesarchivs, документы командования тылового района армии "Юг", RL_ 22_3_0133 RL_ 22_3_0169
с 29 октября 1941 по 30 декабря 1941 Feldkommandatur- 538 размещалась в Таганроге ( 30.12.1941 убыла обратно в Мариуполь, административный отдел комендатуры находился в Таганроге до 6 января 1942).
На 25 октября 1941 комендантом Ortskommandantur Таганрога был майор Zacher . Источник документы Feldkommandatur 538. Документы 17-й армии. Архив NARA T-312. R-744. F-099..
Во время оккупации система местного управления была заменена на Bürgermeisteramt или «Новое российское местное самоуправление» во главе с бургомистром. Город был разделен на 4 полицейских участка, контролируемых «Ortskommandantur» - управление военного коменданта и лично Штурмбаннфюрером доктором Куртом Кристманном из Einsatzkommando Sonderkommando 10a. Штаб-квартира Sicherheitsdienst находилась в здании Чеховской гимназии.
25 октября 1941 г. . Таганрогский Bürgermeisteramt возглавил преподаватель русского языка Николай Кулик,44 года. Источник документы 538 полевой комендатуры. Документы 17-й армии. Архив NARA T-312. R-744. F-099.
15 ноября 1941 в Николаевки разместился лагерь военнопленных дулаг-162 (размещался до середины декабря 1941 и убыл в г. Сталино). Источники: 1). Bundesarchivs, документы командования тылового района группы армии "Юг". RH_ 22_188_0076. 2) Bundesarchivs, Документы квартирмейстерского отдела командования тылового района группы армии "Юг". Приложения Часть II, к Журналу боевых действий № 115 августа - 3 декабря 1941 г. RL_ 22_188_0024,
04 января 1942 Из распоряжения штаба 1-й танковой армии вермахта от 04.01.1942 "местные комендатуры, развернутые в районе боевых действий, подчиняются следующим образом:
Ortskommandantur I/263 размещенная в Таганроге штабу 3-го моторизованного корпуса (штаб корпуса х. Соколов). Ortskommandantur  I/295 размещённая в Успенской штабу 14-го моторизованного корпуса (штаб корпуса с. Марфинка). Прим. на 01.02.1942 комендатура перемещена в Амвросиевку. Ortskommandantur  II/575 размещенная в Чистякове 49-му горнопехотному корпусу". Источник Bundesarchivs, документы командования тыла армии, RL_ 22_19_0100
20 июля 1942  командование  лагеря военнопленных дулаг-172 (находился в Константиновке) немедленно отправляет предварительную команду в Таганрог с целью поиска подходящего места расположения для обустройства лагеря военнопленных в районе Таганрога. Лагерь военнопленных дулаг-172 будет размещаться в Таганроге как минимум до 8 ноября 1942. Источники: 1) 1. Bundesarchivs, документы командования 550-го армейского тылового района. RH_ 22_40_0067
2).Bundesarchivs, . RH_ 22_214_0173
9 августа 1942  в Таганрог прибывает Ortskommandantur I/455. Источник Bundesarchivs, документы командующего тылового района группы армии " Юг ". Приложения к журналу боевых действий с 1 августа по 31 декабря 1942 г.1942 . RH-22-211-0058
16  августа 1942 Ortskommandantur I/ 263  размещавшаяся в Таганроге убыла в распоряжение 17-й армии вермахта. Источник Bundesarchivs, документы командующего тылового района группы армии " Юг ". Приложения к журналу боевых действий с 1 августа по 31 декабря 1942 г.1942 . RH-22-211-0074
В летне-осенней кампании 1942 г. штаб VIII. Флигеркорпс люфтваффе дислоцировался в Таганроге. С ноября 1942 года самолеты Ju 52 и Ju 88 доставляли грузы немецким войскам, окруженным в Сталинграде.
на 15 сентября 1942  в Таганрог  были размещены две комендатуры  Ortskommandantur I/455  контролировала Таганрог, Федоровский и Неклиновские районы и Stadkommandantur II/587 . Все  комендатуры подчинялись полевой комендатуре Новочеркасска (FK 245) которая в свою очередь подчинялась Главной полевой комендатуре г. Сталино. Источник Bundesarchivs, документы командования тыла группы армий, RL_ 22_206_0076
Список Ortskommandantur I/455 на 15 сентября 1942.
Комендант-капитан Geist Hans Leo, 1895 г.р.
Офицер спецпоручений - обер-лейтенант Ehrlich Cottfried, 1895
Адъютант- обер-лейтенат Krosing Konrad, 1902 г.р.
Пом. коменданта лейтенант Fengler, 1905 г.р.
Казначей Haag Erich, 1914 г.р.
Источник Bundesarchivs, документы командующего тылового района группы армии " В ". Том 1. август - октябрь 1942. RH-22-98-0094
на 24.10.1942 Ortskommandantur I/455 размещённая в г. Таганрог в подчинении Oberfeldkommandantur Donez г.  Сталино.
На 31 октября 1942 начальником Wirtschaftskommando ( Wi. Kdo) — хозяйственной команды Таганрога был капитан Herrmann подчинявшийся начальнику Wi. Kdo Ростова подполковнику Riedel (который в свою очередь подчинялся начальнику хозяйственной управления штаба Дон подполковнику Mayer (Ростов) хозяйственного управления инспекции Дон-Донец. Источник Bundesarchivs, Документы командования тылового района группы армии В. Журнал боевых действий за ноябрь 1942 г. с приложениями. RL_ 22_68_0068, RL_ 22_68_0072.
С 11 ноября 1942   Wirtschaftskommando ( Wi. Kdo) — хозяйственная команда Таганрога  под командованием капитана Herrmann  находилась в подчинение  Wi. Kdo  г. Сталино.   Источник Архив NARA документы 6-й армии T-312. R-1467. F-00073
На 21 января 1943 в Таганроге размешалась комендатура II/437 подчинявшаяся размещенной в г. Сталино OFK Donez. Источник Bundesarchivs, документы командования тылового района группы армии "Дон" . Anlagen zum Kriegstagebuch II vom 1. Dez. 1942 - 11. Feb. 1943. RH-22-222-0230.
На март размещённая в Таганроге Ortskommandantur II/437 подчиняется  размещённой Ortskommandantur I/455, в тактическом плане обе комендатуры подчиняются 24-му танковому корпусу. Комендант Ortskommandantur I./455 на 28.03.1943 - майор Steinwachs . Милиция Таганрога 300 человек из которых вооружены лишь 150 . Источник Bundesarchivs. Документы 593-го тылового района. Приложение Том 1 к Журналу боевых действий31 марта 1942 г. - 2 июля 1943 г. RH-23-353-0237. RH-23-353-0239. RH-23-353-0241
На  июль 1943 в Таганроге размещалась  Ortskommandantur I/455 .  Ortskommandantur I/455 находилась в подчинении  Feldkommandatur - 200  размещенной (с 3.04.1943) в н.п. Старая Корань. Комендантом Feldkommandatur - 200  был полковник Meyer, адъютантом подполковник Grotrian-Steinweg. Feldkommandatur - 200 подчинялась командованию 593 -го тылового района 6-й армии вермахта г. Сталино.
Список личного состава 455-й окружной комендатуры (Ortskommandantur I/455) (г. Таганрог) на 15 июля 1943:
-окружной комендант - майор Штайнвакс.
-офицер для специальных поручений - капитан Эрлих.
-адъютант - обер-лейтенант Крозинг.
-казначей - цальмайстер Хааг.
-переводчик - зондерфюрер "Цэт" Мирзалис.
-офицер фельджандармерии - лейтенант Месс. (Источник: Bundesarchivs, документы 593 тылового района 6-й армии вермахта, RН_ 23_355_0477, RН _ 23_355_0481 RН _ 23_114_0042).
31 августа 1943 Ortskommandantur I/455 г. Таганрог прибыла в Мариуполь. Источник Bundesarchivs, журнал боевых действий 593-го тылового района армии. RH-23-354-0020.RH-23-354-0022. RH-23-354-0023
Согласно таблице приложения к  отчета з  VII -го отдела 593-го тылового района 6-й армии вермахта за июль 1943  (изданного 4 августа 1943)   численность зарегистрированных жителей в г. Таганрог на июль 1943  составляла 80018 человек
Источник Bundesarchivs. Документы 593-го тылового района RH-23-355-0439. RH-23-355-0427

### СС и другие немецкие спецслужбы в Таганроге
В Таганроге в 1941—1943 гг. были размещены следующие спецслужбы:
- Команда особого назначения №10А (ноябрь 1941 — июль 1942)
- Оперативная команда №6 (лето 1942 — июль 1943)
- Команда особого назначения №4Б (июль 1943 г. — август 1943 г.) во главе с Экхардтом
- Филиал 626-й группы тайной полевой полиции (октябрь 1941 — июль1942)
- Комиссариат 721-й группы тайной полевой полиции  (октябрь 1942 — август 1943) во главе с Брандтом
- Управление "Абвер" — 101-е и 103-е фронтовые разведывательные отделения
- Управление "Абвер" — 201-е фронтовое диверсионное отделение
- Управление "Абвер" — группа допрашивающего офицера оперативного отдела штаба Адмирала Черного моря (известна как НБО) (январь — февраль 1942 года)
- Управление "Абвер" —  Морская оперативная команда по Черному морю (май — июль 1942 г.)
- Управление "Абвер" — контрразведывательная резидентура "Рыцарские шпоры" филиала "Николаев" территориального отдела «Украина» (декабрь 1941 — ...)
- Управление "Абвер" — «Управление заграница Walli» (?) (с 1942 года находилась на Итальянском переулке, дом № 36, в здании бывшего Народного суда)

## Преступления Нацистов

### Петрушинская балка
Команда особого назначения СД 10а с первых дней оккупации совершала систематический геноцид жителей Таганрога. В Таганроге ее деятельность началась с окончательного решения еврейского вопроса.
22 октября 1941 года ортскомендант издал приказ , согласно которому все евреи должны были носить знак «Звезда Давида» и зарегистрироваться в ортскомендантуре. За этим последовало обращение к еврейскому населению Таганрога за подписью коменданта Альберти. «Обращение» призывало всех евреев собраться 29 октября 1941 года в 8 часов утра на Владимирской площади в Таганроге, откуда они должны были быть доставлены в гетто. Ортскомендант Альберти  объяснил, что эта мера необходима в связи с предполагаемым ростом антисемитизма среди местного населения, и что немецкая полиция и гестапо будут лучше решать вопрос, если еврейское население будет вывезено из города:
Чтобы осуществить эту меру, евреи обоих полов и всех возрастов, включая лиц, рожденных в браках между евреями и неевреями, должны присутствовать в среду, 29 октября 1941 года, в 8 часов утра на Владимирской площади Таганрога. Все евреи должны нести документы и сдавать ключи от занятых в настоящее время домов и квартир. Бирка с полными именами и полным адресом должна быть прикреплена к ключам проволокой или шнурком. Мы настоятельно рекомендуем евреям взять с собой все ценные вещи и деньги ...
29 октября 1941 года все евреи Таганрога были собраны на Владимирской площади, зарегистрированы в здании школы № 16 и доставлены на грузовиках в Петрушинскую Балку возле Бериевского авиационного завода, где они были расстреляны сотрудниками   Einsatzkommando-10 "a"  и  полицейскими из 4-й роты 9-го резервного полицейского батальона  (Reserve-Polizei-Bataillon 9)   под управлением оперативной группы "Д" Отто Олендорфа.  Источник .материалы судебного дела № 777 от 14 июля 1972  земельного суда Мюнхена по уголовному делу 114 Ks 4 а-с/70 против обвиняемых в убийствах:  Курта Тримборна,  Фридриха Северина и доктора медицинских наук Генриха Герца - бывших сотрудников Einsatzkommando-10 "a"
Из всех еврейских детей, только 14-летнему мальчику Володе Кобрину удалось избежать смерти благодаря помощи таганрожцев, и особенно Анны Михайловны Покровской, которая за это была удостоена звания «Праведник народов мира» профессором Алисой Шенар, послом Израиля в России 19 июля 1996 года.
Из отчета  538-й полевой комендатуры за октябрь 1941  " в Мариуполе и Таганроге зондеркоманда 10-а группы службы безопасности проводит специальные акции против евреев". Источник отчет отдела военной администрации 538 полевой комендатуры. Документы 17-й армии. Архив NARA T-312. R-744. F-100.
21 августа 1943 года, за неделю до освобождения Таганрога Красной Армией, 80 человек (рабочих, женщин и молодежи) были расстреляны на берегу Таганрогского залива на Стрелке Петрушино.
Согласно информации Государственного архива, в Петрушинской Балке было расстреляно около 7000 таганрожцев (1500 из них дети).

### Использование детей в качестве вынужденных доноров крови
В июне 1943 года все дети Таганрогского детского дома были эвакуированы нацистами в село Большая Лепетиха Херсонской области для использования в качестве добровольных доноров крови для раненых офицеров и солдат. Они были доставлены группами на судно немецкого военно-морского госпиталя на Днепре, где была взята их кровь, а трупы были впоследствии выброшены в реку. Двадцать два ребенка были случайно обнаружены сержантом гвардии военной разведки Владимиром Цибулкиным (бывший работник Таганрогского комбайнового завода) и спасены от отравления. Оператор и лауреат Сталинской премии Владимир Сушинский снял документальный фильм о спасении этих детей.

### Остарбайтеры
Германия нуждалась в рабочей силе, и перепись населения, проведенной немцами в Таганроге в феврале 1942 года, выявила возможности для перемещения граждан в Нацистскую Германию или на оккупированные территории для принудительных работ.
Бургомистрат организовал биржу труда в здании школы № 8. Первые массовые депортации через эту организацию прошли в апреле 1942 года. Часть жителей добровольно поехала в Германию. Было подготовлено дело с фотографиями и отпечатками пальцев для каждого таганрожца, отправленного на работу в Германию.
С 11 июня по 20 июля 1943 года в Сталино грузовиками было отправлено еще 10 партий таганрожцев, всего 6762 человека, 4043 из которых были маленькими детьми.
Всего за время оккупации около 27 000 Остарбайтеров были увезены в Германию или на другие оккупированные территории, включая концентрационные лагеря.

## Фотографии времен Войны

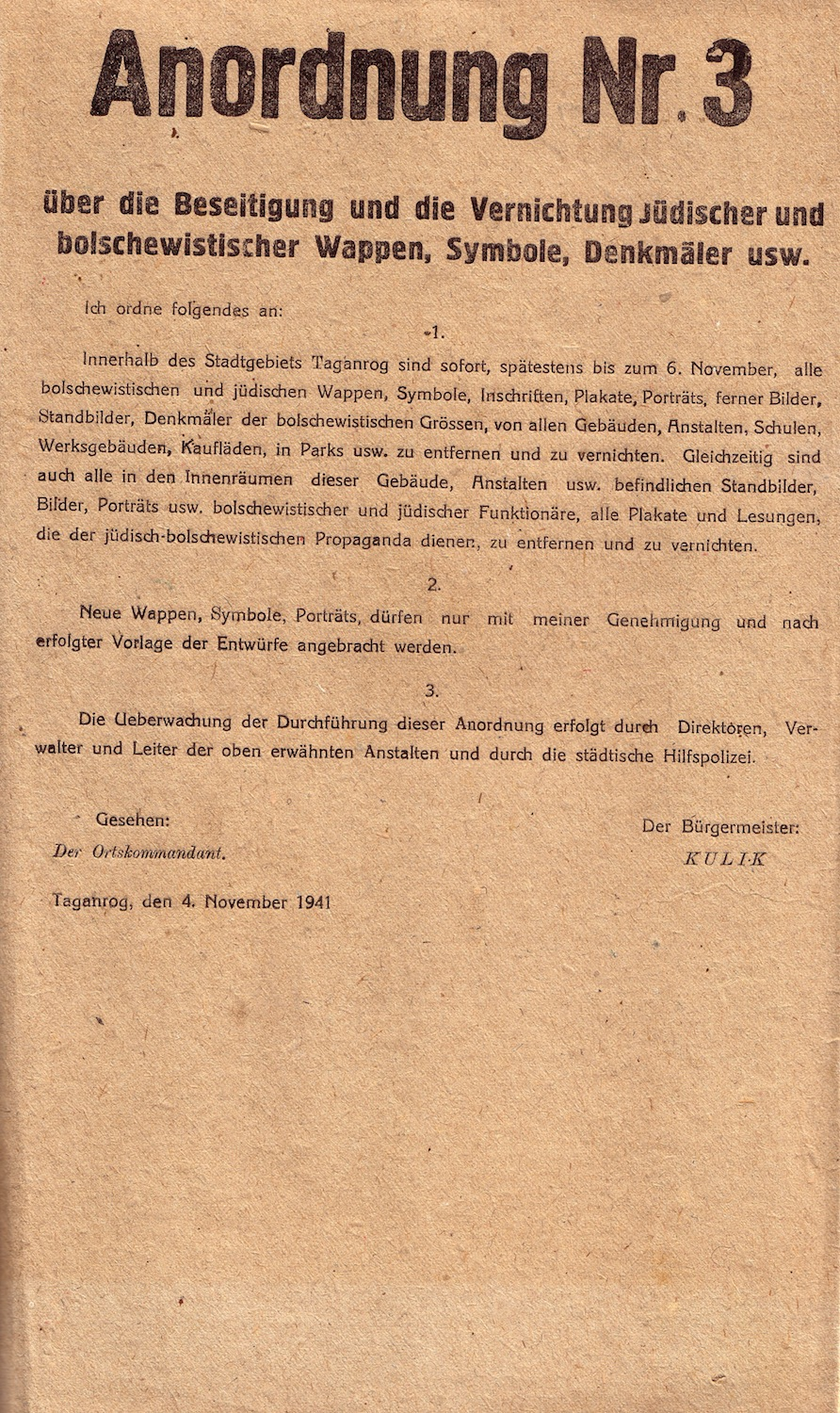
Приказ немецких оккупационных властей об уничтожении еврейских или советских гербов, символов, памятников и т. д., 4 ноября 1941 г.
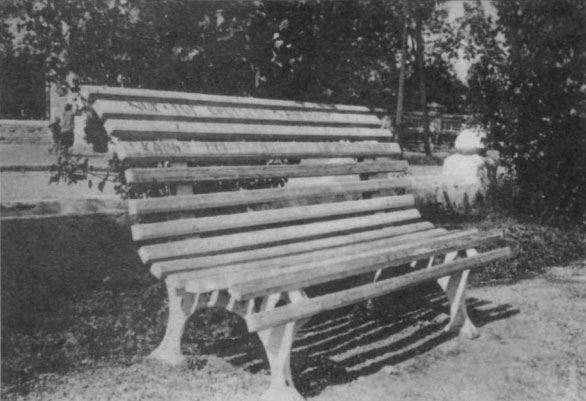
Скамейка в парке Горького (Таганрог), лето 1942 года. Надпись гласит: «Только для немцев», чтобы исключить ее занятие гуляющими в парке таганрожцами.
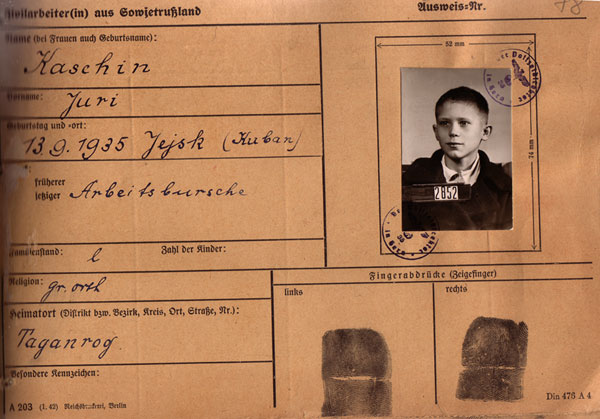
Документация о депортации мальчика из Таганрога на принудительные работы в нацистскую Германию, 1942 г.
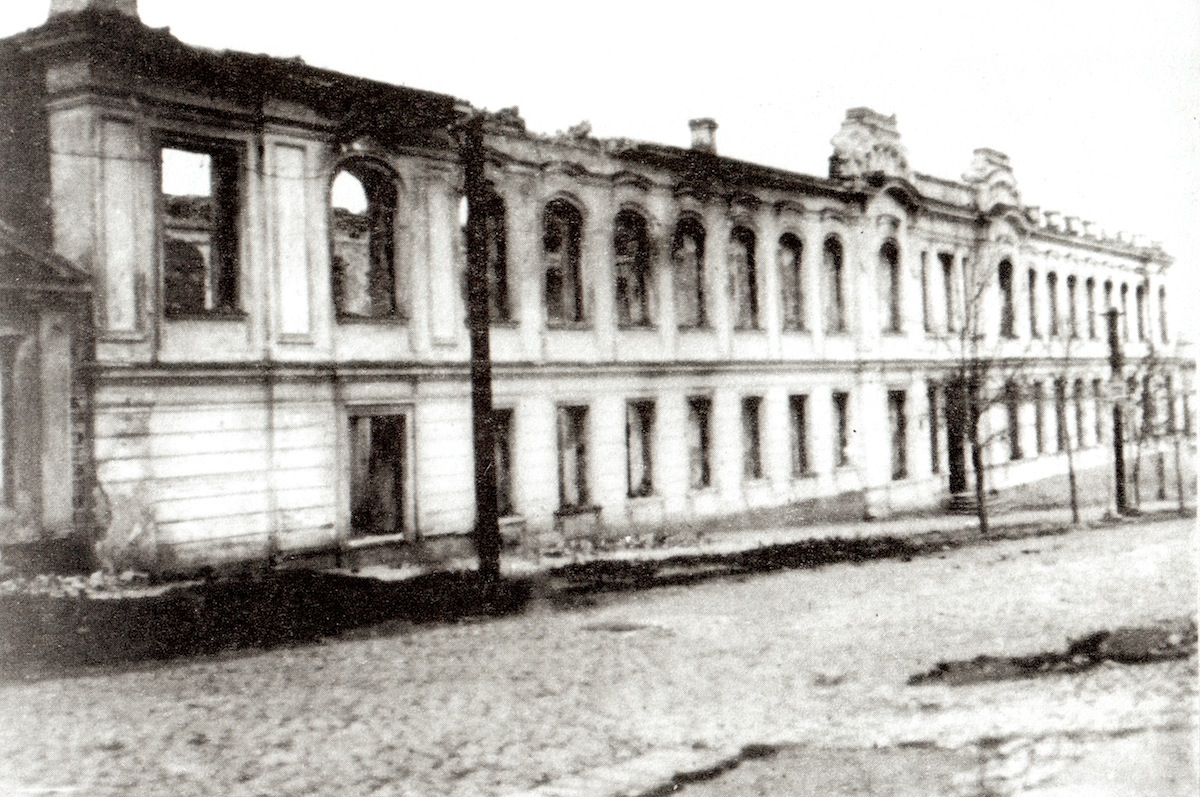
Руины школы № 4 в Таганроге. 1943 год
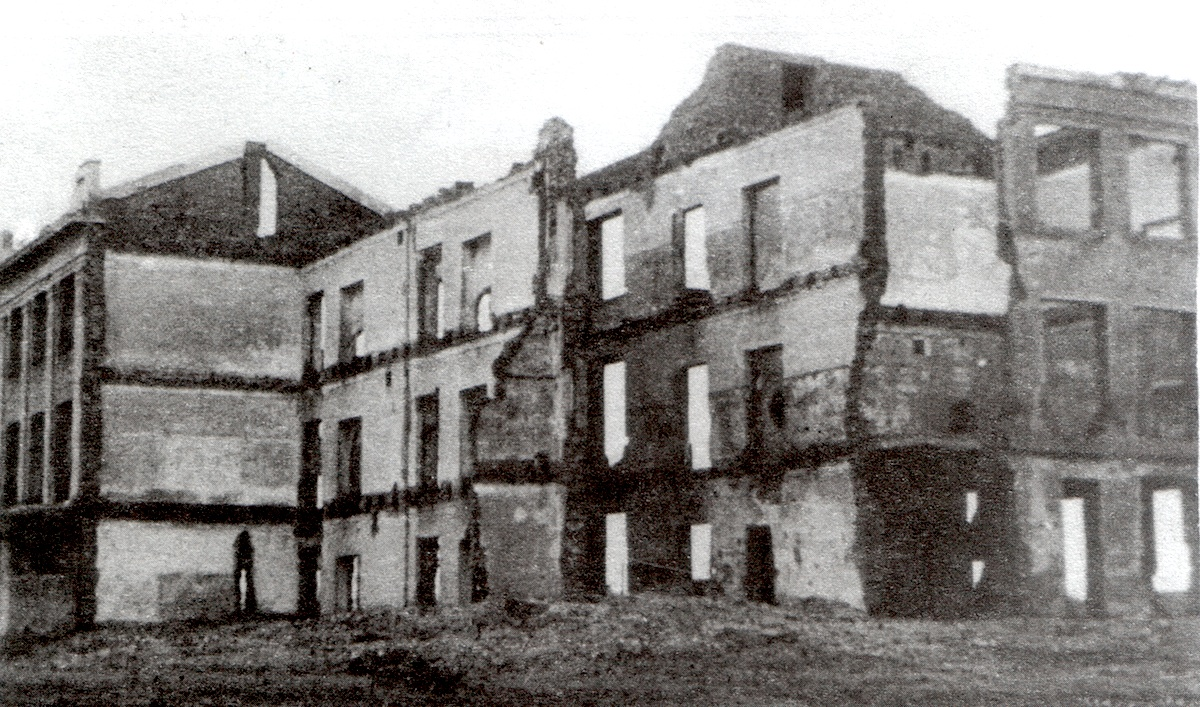
Руины школы № 16 в Таганроге. 1943.
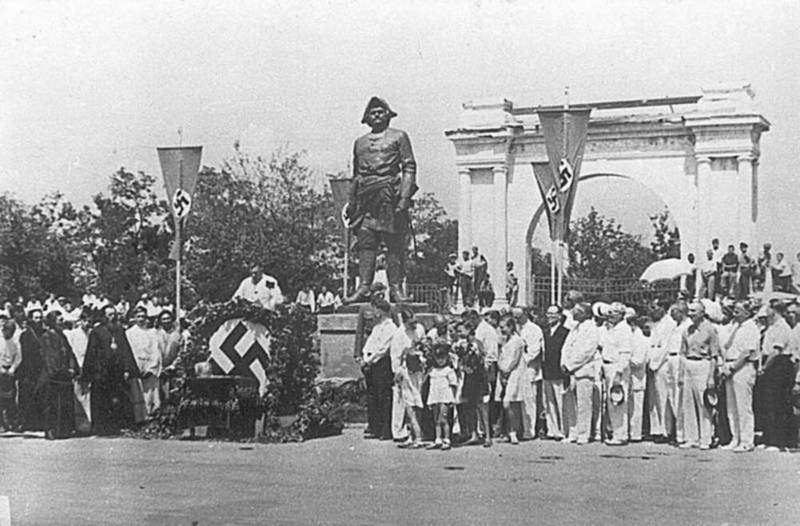
Памятник Петру I в Таганроге вновь открыт оккупационными властями.
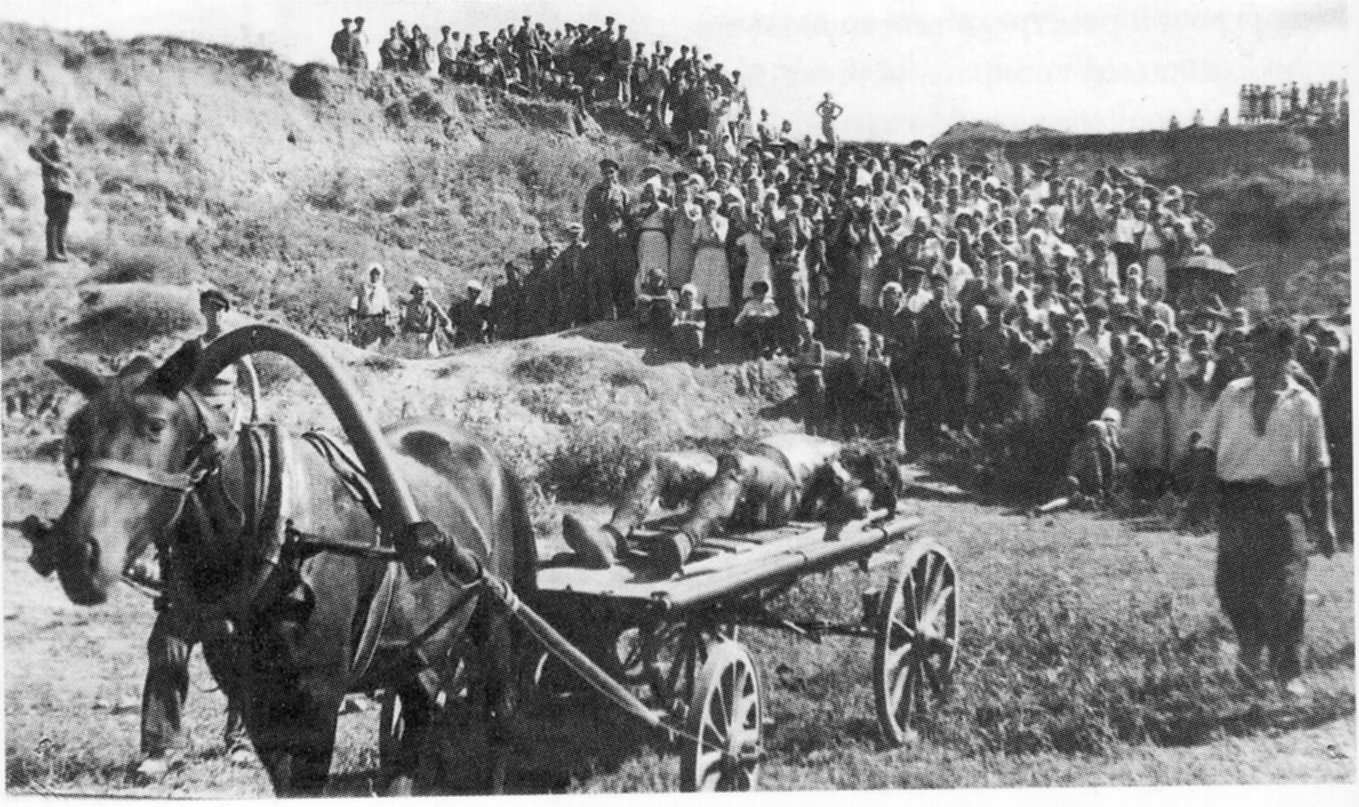
Фашистские зверства, обнаруженные в Петрушинской Балке, 1 сентября 1943 г.

## Сопротивление во время оккупации Таганрога
В ноябре 1941 года Семен Морозов организовал подпольную группу сопротивления, состоявшую в основном из молодых комсомольцев.
В начале декабря 1941 года только 11 молодых людей были участниками движения сопротивления Таганрога, а в начале 1943 года более 500 человек выступили против оккупационных сил в Таганроге.
18 февраля 1943 года Семен Морозов был арестован. Штаб подпольного движения был арестован в мае 1943 года. В феврале — мае 1943 года всего около 200 участников подполья в Таганроге были арестованы, подвергнуты пыткам и расстреляны, в том числе 27 женщин и 2 детей.
126 участников Таганрогского движения сопротивления были награждены орденами и медалями, комиссару таганрогского подполья Семену Морозову посмертно присвоено звание Героя Советского Союза.

### Основные операции сопротивления
- 15 ноября 1941 года: поджог и взрыв на складе боеприпасов морского порта Таганрог
- начало декабря 1941 года: взрыв столовой и авторемонтной мастерской (погибли 147 немецко-фашистских офицеров и солдат).[4]
- Декабрь 1941 года: поджог на заводе «Красный гидропресс» (сожжено 40 грузовиков).
- апрель — май 1942 года: два диверсионных акта на заводе «Красный гидропресс» (13 и 120 грузовых автомобилей временно не работают).
- Июнь 1942 г.: Сход с рельсов 10 вагонов на перегоне Марцево / Кошкино.
- Октябрь 1942 г.: сход поезда, перевозящего танки, автомобили и боеприпасы между станциями Вареновка и Приморка.
- Декабрь 1942 года: нападение на отделение полиции в селе Маяковка. Трофеи: 4 легких пулемета, 10 винтовок, граната.
- Февраль 1943 года: 4 атаки на отступление немецких и румынских войск через Таганрогский залив. Трофеи: 7 пулеметов, 40 винтовок, 13 автоматов. 11 грузовиков были потоплены в Азовском море, 37 солдат убиты.
- На протяжении всего периода оккупации распространение листовок и информационных бюллетеней Совинформбюро.

## Коллаборационизм во время оккупации Таганрога
Вскоре после оккупации города была организована «Русская вспомогательная полиция» или «Вспомогательная полиция». Помимо уголовного департамента, был и «политический» отдел, занимавшийся подавлением и уничтожением врагов нацистской Германии: советских партизан, подпольных групп, советских активистов, евреев, коммунистов, членов комсомола и др.
В период оккупации в городе работал бургомистрат, осуществлявший гражданскую власть (более 600 служащих), полиция (более 500 служащих), краеведческий музей, домик-музей Чехова, театр (130 человек), два публичных дома, городская (754 постоянных читателя на июль 1943 г.) и детская библиотеки, 8 школ, парк, было восстановлено трамвайное движение, выпускалась газета «Новое слово» — в декабре 1941 года тираж 2000 экз, а в августе 1943 года уже 12000 экз.
Как считают современные исследователи, в Таганроге «возникла своеобразная модель» нового оккупационного «порядка», уникальная для региона. Даже часы 20.12.1941 года были переведены на 1 час назад, на Берлинское время.
Политический отдел полиции контролировался непосредственно Службой безопасности (СД)-10, а затем СД-6 и тесно сотрудничал с Тайной полевой полицией.
«Русская вспомогательная полиция» принимала непосредственное участие во всех карательных операциях.
Первым начальником российской вспомогательной полиции был Юрий Кирсанов, которого 20 мая 1942 года заменил Борис Васильевич Стоянов. Криминальный отдел полиции находился по адресу: улица Греческая, 9; политический отдел был расположен на улице Фрунзе, 16. В 1942 году оба учреждения были перемещены в бывший «Дворец пионеров» на Петровской.

## Освобождение Таганрога
Оборонительные линии «Миус-фронт» вдоль реки Миус были созданы немецкими войсками под командованием генерала Поля Людвига Эвальда фон Клейста еще в декабре 1941 года. После поражения в Сталинградской битве немецкое военное командование начало укреплять свои оборонительные рубежи. К лету 1943 года Миус-фронт состоял из трех линий обороны с общей глубиной обороны 40-50 километров. Оборону занимала 6-я армия под командованием генерала Карла-Адольфа Холлидта.

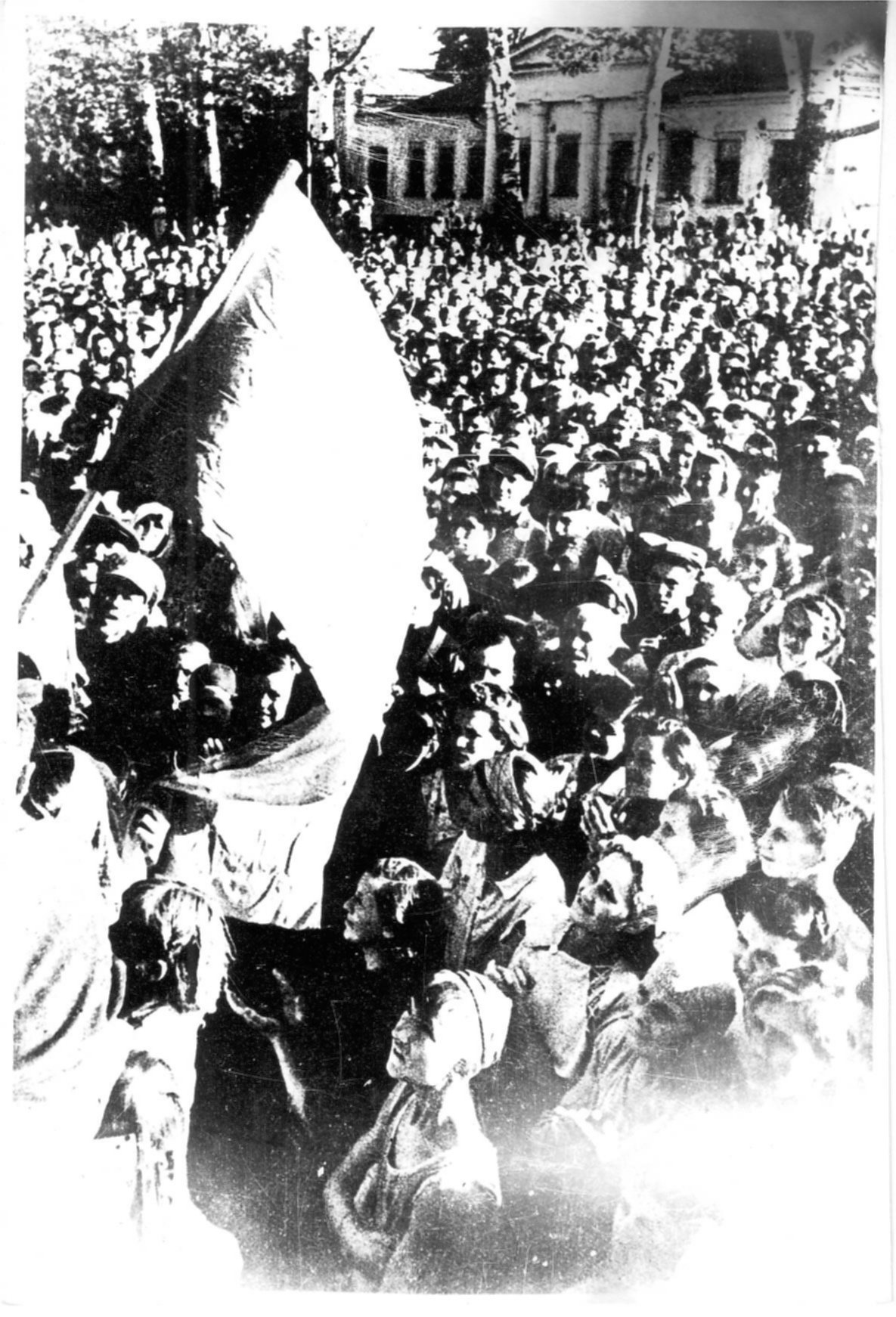
Собрание таганрожцев в день освобождения, 30 августа 1943 г.

19 августа 1943 года 4-й гвардейский кавалерийский корпус генерал-лейтенанта Николая Кириченко и 4-й механизированный корпус прорвали оборонительную линию немцев у Амбросиевки и к 30 августа у села Весело-Вознесеновка достигли Азовского моря, перерезав пути отступления от Таганрога. Однако к этому времени основные силы немецких войск 111-й пехотной дивизии под командованием генерала Германа Рекнагеля уже благополучно покинули Таганрог.
Таганрог был освобожден 30 августа 1943 года 130-й стрелковой дивизией Советской Армии под командованием Константина Сычева и 416-й стрелковой дивизией под командованием Дмитрия Сызранова.
30 августа 1943  подразделения 1-й гвардейский укреплённый район до 03:30  часов оборонял прежний рубеж обороны. В 03:30 отряды под командованием лейтенанта Романова и младшего лейтенанта Падилко начали продвижение в направлении Таганрог и к 05:15 30 августа 1943 г. вошли в Таганрог. Источник Оперативная сводка штаба 1 гв. УР № 423, Дата создания документа: 30.08.1943 г. Архив: ЦАМО, Фонд: 2288, Опись: 0000001, Дело: 0024, Лист начала документа в деле: 19 Авторы документа: 1 гв. УР, гв. подполковник Аргунов, гв. майор Андрощук, гв. майор Карпенко
30 августа 1943 года группа разведчиков  из состава  371-го стрелкового полка  130-й сд в составе 36 человек на двух автомашинах выдвинулась в разведку . В 05:00 отряд дал сигнал, что противник отошел. В 08:00 передовые отряды 371-го стрелкового полка 130-й стрелковой дивизии вошли в Таганрог. Источник Журнал боевых действий 371-го сп. Описывает период с 10.05.1943 по 31.12.1943 г.Журналы боевых действий. Дата создания документа: 31.12.1943 г. Архив: ЦАМО, Фонд: 6986, Опись: 141034, Дело: 2 Авторы документа: 371 сп, полковник Иткулов, майор Поздняков
30 августа 1943 г. подразделения 44-я армия (СССР) стремительным броском ворвались в Таганрог и овладели городом, бежавший в панике противник, не успел произвести в городе серьезных разрушений. В городе полностью, сохранились: 65 авторемонтный завод им .Сталина, станкостроительный завод "Металлист", кожзавод, обуви фабрика, трамвайный парк, электроподстанция, пивзавод, молочный комбинат, жел. дор. узел, Источник Журнал боевых действий войск 44 А. Журналы боевых действий. Дата создания документа: 31.08.1943 г. Архив: ЦАМО, Фонд: 399, Опись: 9385, Дело: 112, Лист начала документа в деле: 1.Авторы документа: 44 А. стр 40
30 августа 1943 года Главнокомандующий Иосиф Сталин отдал приказ генералу Федору Толбухину присвоить почетные наименования 130-й стрелковой дивизии и 416-й стрелковой дивизии в честь города Таганрога и 30 августа в 19:30 произвести артиллерийский салют из двадцати залпов в честь войск, освободивших Ростовскую область и Таганрог.
1 сентября 1943 года братская могила убитых в Петрушинской балке Таганрога была публично осмотрена. Секретарь Таганрогского городского комитета КПСС Александр Зобов выступил перед собравшимися гражданами. Медицинская комиссия разрешила эксгумацию 31 трупа с верхнего уровня.

## Период после освобождения
В трудных условиях войны городские заводы постепенно восстанавливали производство, важное для победы над Нацистской Германией. В октябре 1943 года Таганрогский трубный завод и Котельный завод «Красный котельщик» возобновили свою работу.
Таганрожцы собирали деньги на строительство танковой колонны "Таганрог", которая была построена и передана армии генерала Павла Рыбалко. Некоторые из этих танков с надписями «Таганрог» участвовали в битве за Берлин.
Школьники Таганрога собирали деньги на пикирующий бомбардировщик Пе-2 (разработан таганрожцем Владимиром Петляковым). Самолет, которому было присвоено имя «Таганрогский пионер», был передан 135-му Таганрогскому гвардейскому бомбардировочному авиационному полку 19 мая 1944 года, в день рождения Всесоюзной пионерской организации.

## Дополнительные факты
- Немецкий оккупационный режим вернул улицам дореволюционные названия.
- Городской парк имени Горького был частично вырублен и использовался оккупантами как кладбище (Der Deutsche Heldenfriedhof).
- 18 июля 1943 года памятник Петру Первому был вновь открыт перед центральным входом в парк Горького.[20][21]
- В 1943 году советские карикатуристы Кукрыниксы посвятили освобождению Таганрога свой плакат «Таганрог снова советский». Он был опубликован в «Окнах ТАСС» вместе с сопроводительным текстом Самуила Маршака.[22]
- Во время оккупации немцы построили несколько дотов на Историческом бульваре, обращенных к морскому порту Таганрога. Остатки этих укреплений до сих пор сохранились.[23]

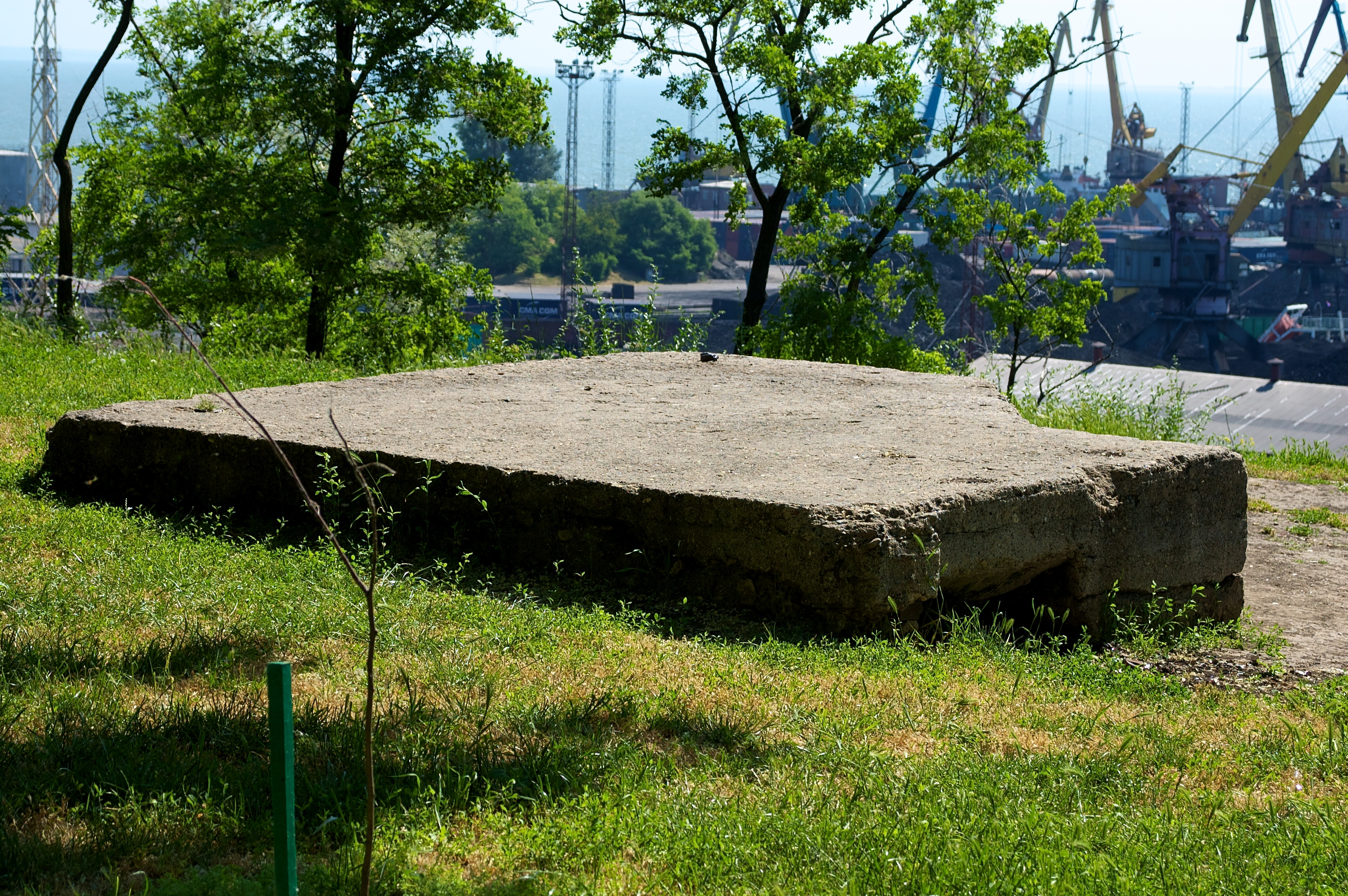
One of the German pillboxes that were built on Historicheski Boulevard in Taganrog, facing the seaport.

- Гельмут Альберти в ноябре 1947 года был осужден в ходе Севастопольского судебного процесса (в том числе за организацию убийства таганрогских евреев) к 25 годам.

## Последствия
- Инфраструктура города и его уникальное историко-культурное наследие понесли огромный ущерб.
- В феврале 1942 г. немецкое оккупационное правительство провело официальную перепись населения (145 тыс. человек). К августу 1943 года население города уменьшилось почти вдвое и составило менее 80 тысяч человек.
- Более 10 000 таганрожцев, участвовавших в Великой Отечественной войне, были награждены государственными наградами.
- Многие предметы коллекции произведений искусства из Таганрогского музея навсегда утрачены.[24][25][26]

## Город воинской славы
3 ноября 2011 года Президентом Российской Федерации Медведевым Таганрогу было присвоено почетное звание Город воинской славы за "мужество, выносливость и массовый героизм, проявленные защитниками города в борьбе за свободу и независимость Родины ". 8 мая 2015 года в городе была открыта Стела воинской славы.

## Памятные монументы
| Picture | Monument | Location |
| ------- | --- | -------- |
|         | Памятник «Клятва юности» в честь героев Таганрогского подполья. Открыт 30 августа 1973 года на Спартаковском переулке перед Чеховской гимназией. |          |
|         | Вечный огонь на центральной аллее парка Горького                                                                                                 |          |
|         | Мемориальная доска в парке Горького, где после освобождения Таганрога 31 августа 1943 года состоялось собрание жителей Таганрога.                |          |
|         | Памятник расположен в парке Горького в честь трех советских летчиков-истребителей, погибших в день освобождения Таганрога в августе 1943 года.   |          |
|         | Памятник руководителям Таганрога, погибшим при эвакуации 17 октября 1941 года. Открыт в августе 1944 года.                                       |          |
|         | Танк ИС-3 в честь советских танкистов, участвовавших в освобождении Таганрога. Открыт 30 августа 1988 года.                                      |          |
|         | Памятник на Самбекских высотах (бывший Миус-Фронт), перед въездом в Таганрог. Открыт в 1980 году.                                                |          |
|         | Памятник Ивану Голубцу |          |
|         | Стела воинской славы |          |